# اسدآباد (فیروزآباد)
اسدآباد روستایی از توابع بخش فیروزآباد شهرستان سلسله در استان لرستان ایران است.

## جمعیت
این روستا در دهستان فیروزآباد قرار دارد و بر اساس سرشماری مرکز آمار ایران در سال ۱۳۹۵ جمعیت آن ۷۸ نفر بوده که ۳۹ نفر مرد و ۳۹ نفر زن بوده اند. اسدآباد دارای ۲۳ خانوار می باشد.